# Mutaz Essa Baršim
Mutaz Essa Baršam (arabsky معتز عيسى برشم‎;  * 24. června 1991 Dauhá) je katarský atlet, jehož specializací je skok do výšky, mistr světa z roku 2017, 2019 a 2022 .

## Sportovní kariéra
Začínal s během a se skokem do dálky. Své nynější disciplíně se věnuje od 15 let. V roce 2009 ho začíná trénovat Polák Stanislaw "Stanley" Szczyrba, který kdysi vedl islandskou tyčkařku Valu Flosadóttir či švédského výškaře Linuse Thörnblada.
Výrazný progres zaznamenal v roce 2010, kdy si vylepšil osobní rekord o 17 centimetrů až na 231. Na halovém MS 2010, které se konalo v jeho rodném městě nepostoupil z kvalifikace. V letní sezóně nejprve vybojoval zlato na juniorském Mistrovství Asie v Hanoji, poté se stal v kanadském Monctonu juniorským mistrem světa a třetí zlatou medaili získal na Asijských hrách v čínském Kuang-čou.
Na Mistrovství světa v atletice 2011 v jihokorejském Tegu obsadil ve finále výkonem 232 cm 7. místo. Stejným výkonem vybojoval Trevor Barry z Baham bronzovou medaili. Výšku však překonal napoprvé. 19. února 2012 na halovém mistrovství Asie v Chang-čou vylepšil kontinentální rekord na 237 centimetrů. Na halovém světovém šampionátu v Istanbulu v témže roce postoupil do finále, kde zdolal 228 cm a podělil se s Němcem Raúlem Spankem o 9. místo. Na Letních olympijských hrách 2012 v Londýně vybojoval výkonem 229 cm bronzovou medaili. Společně s ním bronz získali také Kanaďan Derek Drouin a Robert Grabarz ze Spojeného království. Olympijským vítězem se stal Rus Ivan Uchov, jenž ve finále zdolal 238 cm.
V halové sezóně roku 2013 se zúčastnil tzv. Moravské výškařské tour. V prvním závodě v Hustopečích obsadil 2. místo, avšak překonal stejně jako vítěz Ivan Uchov 230 cm. Na Beskydské laťce ve Vendryni u Třince zvítězil výkonem 234 cm a stal se celkovým vítězem tour.
Dne 1. června 2013 na mítinku Diamantové ligy v Eugene ve státě Oregon překonal pod širým nebem výšku 240 cm. Naposledy takto vysoko skočil Rus Vjačeslav Voronin 5. srpna 2000 v Londýně. Od roku 2000 se jedná o třetí podobný výkon. 240 cm překonal také další ruský výškař Ivan Uchov, výšku však překonal v roce 2009 v hale.
V roce 2014 se stal halovým mistrem světa v skoku do výšky. Na olympiádě v Rio de Janeiro o dva roky později vybojoval stříbrnou medaili. V srpnu 2017 se v Londýně stal mistrem světa v této disciplíně. Při startu na světovém halovém šampionátu v roce 2018 vybojoval stříbrnou medaili.
V roce 2014, 2015 a 2017 se stal celkovým vítězem Diamantové ligy ve skoku do výšky.

### Osobní rekordy
- hala – 241 cm – 17. února 2015, Athlone (asijský rekord)
- venku – 243 cm – 5. září 2014, Diamantová liga 2014 Brusel (asijský rekord)[6]

## Osobní život
Má dohromady pět sourozenců, čtyři bratry a jednu sestru. Jeho o tři roky mladší bratr Moamar se rovněž věnuje výšce. Atletice se věnoval také jeho otec, který se specializoval na střední a dlouhé tratě.